# Preddvor
Preddvor (IPA: [pɾɛˈdʋɔɾ], in tedesco Höflein) è un comune (občina) della Slovenia. Ha una popolazione di 3 688 abitanti ed un'area di 87 km². Appartiene alla regione statistica dell'Alta Carniola.

## Geografia antropica
Nel 1995 da una parte del territorio comunale è stato istituito il comune di Jezersko.

### Suddivisioni amministrative
Il comune è formato da 13 insediamenti (naselja):

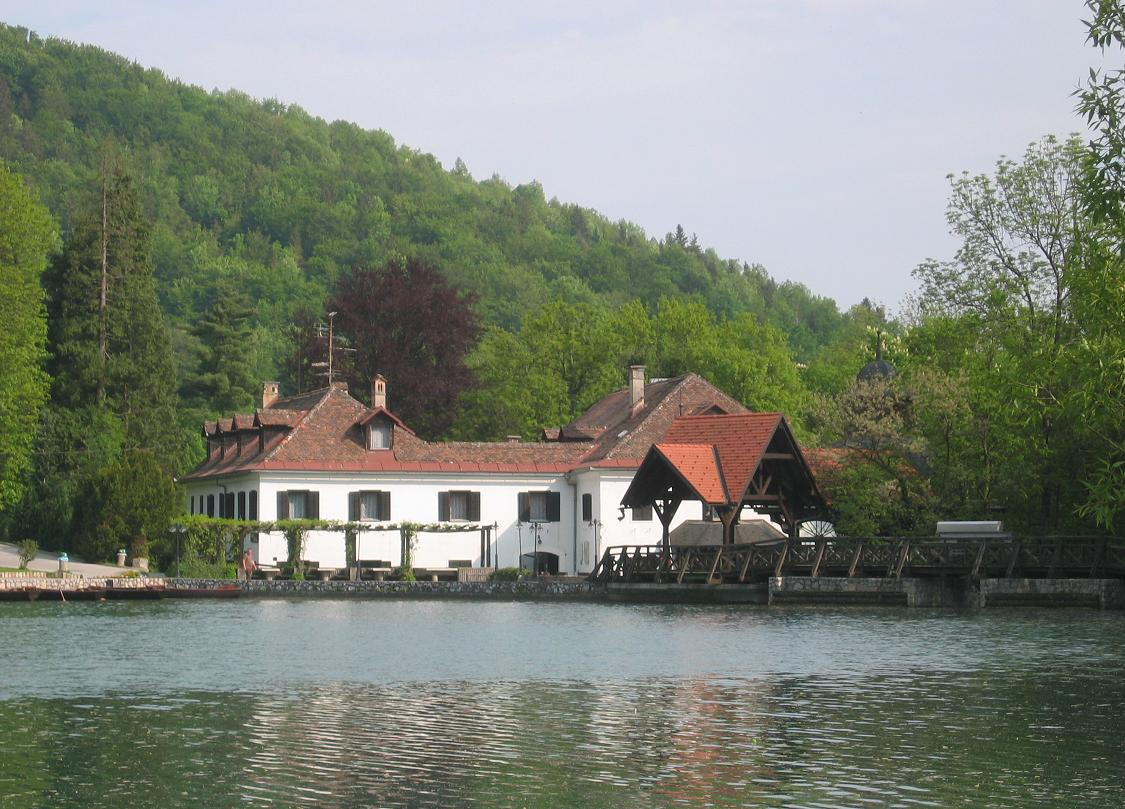
Il castello di Hrib

- Bašelj
- Breg ob Kokri
- Hraše pri Preddvoru
- Hrib
- Kokra
- Mače
- Možjanca
- Nova Vas
- Potoče
- Spodnja Bela
- Srednja Bela
- Tupaliče
- Zgornja Bela

## Amministrazione
| Periodo | Periodo   | Primo cittadino   | Partito | Carica  | Note |
| ------- | --------- | ----------------- | ------- | ------- | ---- |
| 1994    | 1998      | Miroslav Zadnikar |         | sindaco |      |
| 1998    | 2002      | Miroslav Zadnikar |         | sindaco |      |
| 2002    | 2006      | Franc Ekar        |         | sindaco |      |
| 2006    | 2010      | Miran Zadnikar    |         | sindaco |      |
| 2010    | 2014      | Miran Zadnikar    |         | sindaco |      |
| 2018    | in carica | Rok Roblek        |         | sindaco |      |